# فرودگاه شارلو
فرودگاه شارلو (به انگلیسی: Charlo Airport) یک فرودگاه همگانی باربری با کد یاتا YCL است که یک باند فرود آسفالت دارد و طول باند آن ۱۸۳۲ متر است. این فرودگاه در کشور کانادا قرار دارد و در ارتفاع ۴۰ متری از سطح دریا واقع شده‌است.

## شرکت‌های هواپیمایی و مقصدهای پروازی
| شرکت‌های هواپیمایی | مقصدهای پروازی        |
| ----------------- | --------------------- |
| پروونشل ایرلاینز  | هلفکس استانفیلد، وابش |